# Gornje Igrane
Gornje Igrane je malá horská vesnička v Chorvatsku ve Splitsko-dalmatské župě, spadající pod občinu města Podgora. Vesnička se nachází v pohoří Biokovo. Název znamená horní Igrane.
Podle sčítání lidu z roku 2011 zde trvale žili pouze 3 obyvatelé. Většina lidí a především turistů zde jezdí pouze sezónně během léta kvůli horským vycházkám.
Gornje Igrane se skládá z pěti malých nesamostatných částí: Igar, Miocevici, Rudelji, Sosici a Tribic.
Gornje Igrane se nachází asi 13 km na východ od Podgory. Na jih od něj se u moře nachází letoviska Drašnice a Igrane.